# Selliguea
Selliguea är ett släkte av stensöteväxter. Selliguea ingår i familjen Polypodiaceae.

## Dottertaxa tillSelliguea, i alfabetisk ordning[1]
- Selliguea albicaula
- Selliguea albidoglauca
- Selliguea albidopaleata
- Selliguea albidosquamata
- Selliguea albopes
- Selliguea archboldii
- Selliguea bakeri
- Selliguea balbi
- Selliguea banaensis
- Selliguea bellisquamata
- Selliguea bisulcata
- Selliguea brooksii
- Selliguea caudiformis
- Selliguea ceratophylla
- Selliguea chenopus
- Selliguea chrysotricha
- Selliguea conjuncta
- Selliguea conmixta
- Selliguea connexa
- Selliguea costulata
- Selliguea craspedosora
- Selliguea crenatopinnata
- Selliguea cretifera
- Selliguea cruciformis
- Selliguea dactylina
- Selliguea daweishanensis
- Selliguea dekockii
- Selliguea digitata
- Selliguea ebenipes
- Selliguea echinospora
- Selliguea elmeri
- Selliguea enervis
- Selliguea engleri
- Selliguea falcatopinnata
- Selliguea feei
- Selliguea feeoides
- Selliguea ferrea
- Selliguea glauca
- Selliguea glaucopsis
- Selliguea gracilipes
- Selliguea griffithiana
- Selliguea hainanensis
- Selliguea hastata
- Selliguea hellwigii
- Selliguea heterocarpa
- Selliguea hirsuta
- Selliguea hirtella
- Selliguea incisocrenata
- Selliguea katuii
- Selliguea kingpingensis
- Selliguea laciniata
- Selliguea lagunensis
- Selliguea lanceola
- Selliguea lauterbachii
- Selliguea likiangensis
- Selliguea majoensis
- Selliguea malacodon
- Selliguea metacoela
- Selliguea murudensis
- Selliguea neglecta
- Selliguea nigropaleacea
- Selliguea nigrovenia
- Selliguea oblongifolia
- Selliguea obtusa
- Selliguea okamotoi
- Selliguea omeiensis
- Selliguea oodes
- Selliguea oxyloba
- Selliguea pampylocarpa
- Selliguea pellucidifolia
- Selliguea pianmaensis
- Selliguea platyphylla
- Selliguea pseudoacrosticha
- Selliguea pui
- Selliguea pyrolifolia
- Selliguea quasidivaricata
- Selliguea rhynchophylla
- Selliguea rigida
- Selliguea roseomarginata
- Selliguea sagitta
- Selliguea senanensis
- Selliguea setacea
- Selliguea simplicissima
- Selliguea soridens
- Selliguea sri-ratu
- Selliguea stenophylla
- Selliguea stenosquamis
- Selliguea stewartii
- Selliguea stracheyi
- Selliguea subsparsa
- Selliguea subtaeniata
- Selliguea taeniata
- Selliguea taeniophylla
- Selliguea tafana
- Selliguea taiwanensis
- Selliguea tamdaoensis
- Selliguea tenuipes
- Selliguea tibetana
- Selliguea tricuspis
- Selliguea triloba
- Selliguea triquetra
- Selliguea trisecta
- Selliguea veitchii
- Selliguea werneri
- Selliguea whitfordii
- Selliguea violascens
- Selliguea wuliangshanensis
- Selliguea yakuinsularis
- Selliguea yakushimensis